# Girtón

## Geografía
Girtón (en griego antiguo Γυρτών) fue una antigua ciudad de Tesalia, situada a aproximadamente 80 estadios de Cranón, en la desembocadura del Peneo y junto al Pelión. El topónimo difiere algo según los autores: Γυρτών, Γυρτώ, ή. El gentilicio es girtonio (Γυρτώνιϕϛ).
El pueblo mitológico de los flegias estaba asociado con Girtón. A los girtonios antiguamente se les llamaba flegias, nombre procedente de Flegias, el hermano de Ixión.
Según Estrabón era una ciudad de Perrebia y Magnesia, en la que reinaron Piritoo e Ixión. En la época clásica Girtón es definida como una comunidad Tesalia en la tetras de Pelasgiótide, también en las Inscriptiones Graecae de hacia el año 416 a. C.

## Historia
Fue mencionada por Homero en el Catálogo de las naves de la Ilíada.
Un contingente de caballería girtonia luchó con los atenienses contra los espartanos cuando el rey espartano Arquidamo II invadió el Ática. Tucídides añade que tenían sus propios comandantes (ἆρϰοντεϛ).
Un ciudadano de Girtón obtuvo la proxenía hereditaria de los atenienses hacia el año 416 a. C.
En 360-359 a. C. un girtonio sirvió como teorodocos epidaurio.

## Arqueología
La acrópolis y la ciudad baja estaban fortificadas, posiblemente ya en la Época Arcaica. Las murallas fueron construidas con pizarra.
Acuñó monedas de plata y de bronce en el siglo IV a. C. Las de finales de este siglo tenían en el anverso un joven Girtón junto a la cabeza de un caballo, o a Apolo o a Zeus laureados. En el reverso figuraba la ninfa Girtona, La leyenda era ΓΥΡΥΟΝΙΟΝ, ΓΥΡΤΩΝΙΟΝ o ΓΥΡΤΩΝΙΩΝ.